# Brand equity
Brand equity er et udtryk, der bruges i marketingsindustrien til at referere til et mærke eller brands opfattede værdi, dvs. den sociale værdi ved et velkendt varemærke. Det er baseret på ideen om at ejeren af et velkendt varemærke kan generere større omsætning blot fra genkendelsen af mærket, da forbrugere opfatter produkter fra velkendte mærker som bedre end dem fra mindre kendte mærker. Med andre ord er brand equity markedsføring af et produktnavn overfor personer, der ikke er opmærksomme på mærket.
I forskningslitteraturen er brand equity blevet undersøgt fra to forskellige perspektiver: kognitiv psykologi og informationsøkonomi. Ifølge kognitiv psykologi ligger brand equity i forbrugerens opmærksomhed ved mærket og dets associationer, der driver deres opfattelse. Ifølge informationsøkonomi virker et stærkt varemærke som et troværdigt signal på produktkvaliteten for købere der ikke er korrekt informeret, og det genererer prisstigninger som en form for tilbagebetaling af investering i varemærket. Det er blevet empirisk demonstreret af brand equity spiller en vigtig rolle i fastlæggelsen af prisstrukturer, og særligt i at firmaer kan kræve højere pris for deres bedste produkter.